# Emeli Sandé
Adele Emeli Sandé (Sunderland, Tyne y Wear, Inglaterra, 10 de marzo de 1987), más conocida profesionalmente como Emeli Sandé, es una cantante y compositora británica de soul y R&B. Sandé se dio a conocer a la luz pública después de que apareciera en el tema Diamond Rings del rapero Chipmunk (2009). Ha escrito para un gran número de artistas, como Cher Lloyd, Parade, Susan Boyle, Preeya Kalidas, Leona Lewis, Alesha Dixon, Tinie Tempah y Cheryl Cole.
En 2010, firmó un contrato de publicación con EMI Music. Más tarde anunció que Virgin Records le había ofrecido un contrato. Sandé lanzó su primer sencillo Heaven en agosto de 2011. Tiene dos canciones número 1 en el Reino Unido: Read All About It, con Professor Green, y Next to Me. Sandé estrenó su álbum debut, Our Version of Events, en febrero de 2012, y alcanzó la cima del UK Albums Chart.

## Primeros años
Emeli Sandé es hija de padre zambiano y madre inglesa. Creció en Alford, Aberdeenshire. Estudió Medicina en la Universidad de Glasgow, pero lo dejó en su cuarto año obteniendo un grado en neurociencia. Dijo que la educación era una de las cosas más importantes para ella, afirmando que si su carrera musical no funcionaba, tenía la educación para volver. Sandé dijo que su mánager, Adrian Sykes, esperó pacientemente desde que ella tenía 16 años, diciendo que 

"Adrian realmente respeta que quiera tener una educación. También sabe que mis padres esperan que acabe la universidad".

Emeli Sandé tiene un tatuaje de Frida Kahlo. Con 11 años, cuando aún estaba en la escuela primaria, escribió su primera canción para un concurso de talentos de la escuela. Respecto a esto Emeli dijo: 

"Esa fue la primera vez que pensé que podría ser compositora. Siempre supe que quería ser músico y yo sabía que quería escribir. Nunca pensé que fuera una opción cantar las canciones de cualquier otra persona."

Su primera canción se tituló Tomorrow Starts Again. A la edad de 15 años, Choice FM la invitó a Londres a participar en un concurso. Sandé fue a la misma escuela secundaria en la que su padre era maestro. Ella dijo: 

"No me gustaba estar enferma y perder un día porque estaba hambrienta de aprender. Yo era muy tímida, nerd y muy bien educada. Inevitablemente, durante la escuela secundaria, fue parte de mi identidad que yo era hija del Sr. Sande de ninguna manera iba a perder el tiempo o meterme en problemas, ya que habría de llegar a él en pocos minutos. Y déjame decirte, papá era muy estricto."

## Carrera

### 2008-2010: Inicios de su carrera
La hermana pequeña de Sandé grabó un vídeo de ella tocando el piano y cantando Nasty Little Lady. Mandaron el vídeo a una competición de música urbana de la BBC. Sandé ganó el show y le ofrecieron un contrato discográfico, pero los directores que había conocido a través de la competición le aconsejaron que no aceptase el contrato. Sus padres enviaron a BBC Radio 1Xtra un CD de sus canciones. Luego se reunió con el productor/escritor musical Naughty Boy, que había trabajado para Ms. Dynamite y Bashy, y empezaron a escribir para canciones para artistas como Alesha Dixon, Chipmunk, Professor Green, Devlin , Preeya Kalidas, Cheryl Cole, y Tinie Tempah. En una entrevista, ella dijo:

"Yo estaba haciendo un show en Londres para 1Xtra y conocí a este chico llamado Naughty Boy. Nos dieron el estudio y en seguida conectamos. Empezamos a escribir, no necesariamente para mí, simplemente pensamos 'vamos a escribir una sintonía pop' y experimentar. Naughty Boy envió el material a Chipmunk, que realmente le gustó y escribió sus cosas a su alrededor."

Su debut como cantante fue en Diamond Rings, con Chipmunk, entrando entre los diez primeros de la lista británica. En febrero de 2010 apareció en otro sencillo: Never Be Your Woman con Wiley, lo que significó su segundo top-ten consecutivo. 
Sandé firmó un contrato con Virgin Records en marzo de 2010, y cambió su nombre de "Adele Sandé" a "Emeli Sandé", para evitar confusiones con la cantante Adele.

### 2011-2013:Our Version of Eventsy descanso

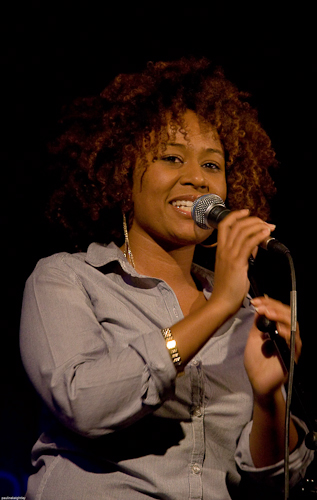
Emeli Sandé en 2010

Mientras se dedicaba a su álbum debut, Sandé empezó a trabajar con Tinie Tempah en la canción Let Go. También trabajó con Devlin después de grabar una canción titulada Dreamer. Sandé reveló más tarde que iba a trabajar en el próximo álbum de Alesha Dixon, The Entertainer. Coescribió el hit single Radio, junto con Shahid Khan. Además coescribió canciones en álbumes de Cheryl Cole, así como en el álbum de Professor Green, en el que Sandé participó como invitada.
El primer sencillo oficial de su álbum debut fue Heaven, estrenado el 14 de agosto de 2011. La canción recibió críticas positivas de los blogs como This Must Be Pop y Pigeon Robot. Emeli reveló que es la compositora favorita de Simon Cowell en el momento; debido a las canciones que compuso para Leona Lewis y Susan Boyle. Escribió Mountains y Trouble para Leona Lewis y This Will Be the Year para Susan Boyle. Sandé declaró en una entrevista que le encantaría conocer a Boyle después de escribir canciones para ella diciendo: 

"No la conozco pero le acabo de enviar la canción. Me encantaría conocerla porque creo que es un poco una estrella de rock. Leona había escuchado un par de canciones, así que tuvimos una semana en el estudio con ella. Leona y yo nos llevábamos muy bien. Luego estuvimos una semana juntas. Era muy natural."

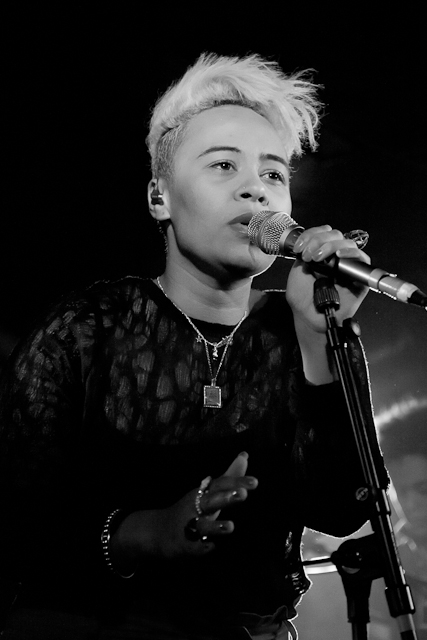
Sandé en 2007

Colaboró con Professor Green en su canción Read All About It, que llegó a la cima de la lista británica. El sencillo fue lanzado en octubre de 2011, antes del lanzamiento del álbum. El 15 de diciembre de 2012, fue nombrada la "Elección de los críticos" en los Premios BRIT y obtuvo una nominación como Artista Británico Revelación en los mismos.  La pareja también realizó la canción en vivo en el show Factor X.
Sandé confirmó que Daddy sería el segundo sencillo oficial de Our Version of Events. El 13 de febrero de 2012 se estrenó el álbum. Sandé logró su primer número uno en la lista de sencillos del Reino Unido, después de que Read All About It entrara en el número uno. Emeli se inspira en las influencias de la música de Nina Simone, Joni Mitchell y Lauryn Hill. Sandé dijo que todas sus canciones son acerca de la paz mundial y las cuestiones políticas. Además dijo que la clave para una buena canción en el momento de la composición es el uso de "honestidad" y "emoción pura", es la mejor manera de escribir. 

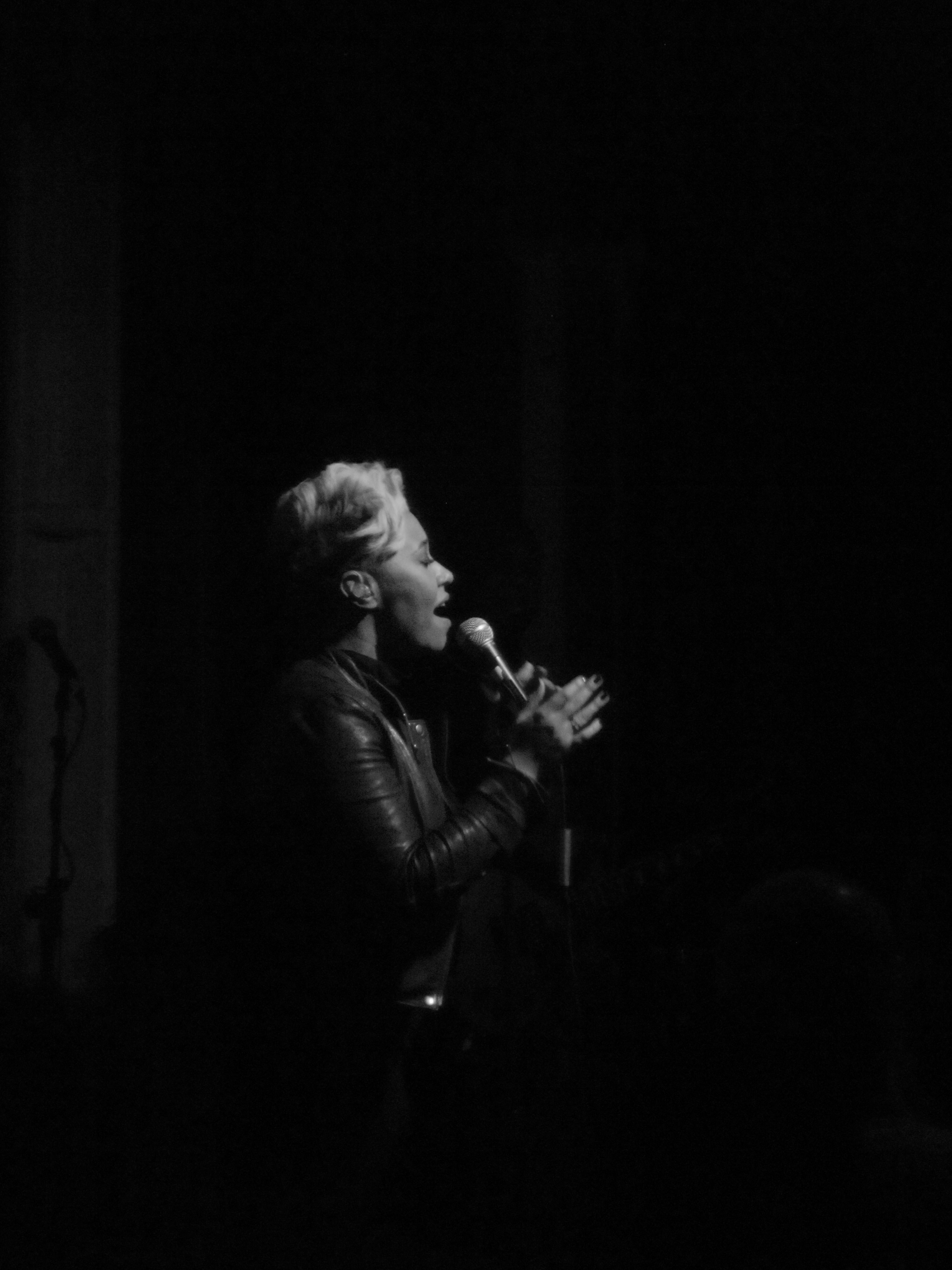
Sandé en XOYO en 2012.

El 24 de enero de 2012, realizó un concierto one-off para Q magazine en XOYO, Londres. Fue apoyada por el cantante de soul británico Michael Kiwanuka. Además grabó una versión del tema de David Guetta Titanium y la pareja interpretó la canción en los premios NRJ Music Awards en Francia. También ha escrito una canción para Naughty Boy titulado Hollywood, que cuenta con la cantante de soul Gabrielle. Se estrenó en noviembre del 2012. 
El 27 de julio de 2012, Sandé cantó Abide With Me en la ceremonia de inauguración de los Juegos Olímpicos 2012. NBC también utilizó su canción Wonder durante el recorrido de créditos al final de la cinta con retardo de la ceremonia transmitida en los Estados Unidos. El 12 de agosto de 2012, Sandé cantó Read All About It en la ceremonia de clausura, mientras se mostraba un montaje de vídeo de escenas emocionales de los juegos.  También realizó una versión de John Lennon, Imagine en exclusiva para la BBC, que lo utilizó para el montaje de sus créditos finales en la conclusión de su cobertura de los Juegos Olímpicos. Sandé fue partícipe de la escritura de dos canciones para el álbum Glassheart de la cantante inglesa Leona Lewis, tituladas Mountains y Trouble, siendo esta última lanzada como segundo sencillo del álbum. En noviembre de 2012 Emeli ganó 3 de sus 5 nominaciones en los premios MOBO entre las que se encuentran las categorías de Mejor Álbum por Our Version of Events, Mejor actuación R&B/ Soul y Best UK Female.
Sandé fue una de las ganadoras de los European Border Breakers Awards 2013. El European Border Breakers Awards honra la mejor nueva música en Europa. La entrega de premios tiene lugar en el festival de música Eurosonic Noorderslag en Groningen (Holanda). Además Emeli obtuvo 4 nominaciones en los Premios Brit en el año 2013.
En el año 2014 Sandé colaboró poniendo voz a la canción What I Did For Love del Dj Francés David Guetta perteneciente al álbum Listen que salió a la venta el 24 de noviembre de 2014.

### 2019- presente:Real Life, Let's Say for Instance, yHow Were We to Know
El 12 de abril de 2019,  Sandé anunció su tercer álbum, Real Life, salió el 7 de junio con Virgin/EMI/Universal Music. Este álbum fue grabado tras un intenso proceso de inseguridad y autodescubrimiento.
El 23 de mayo de 2019, la canción «Extraordinary Being», del próximo álbum, se lanzó como banda sonora de la película X-Men: Dark Phoenix. El 13 de septiembre de 2019, Sandé lanzó Real Life, su tercer álbum de estudio, anticipado por dos sencillos promocionales: «Shine» y «You Are Not Alone». En el Reino Unido, el álbum debutó en el número seis de las listas oficiales, con unas ventas combinadas de 7650 unidades, el debut más bajo de la cantante en las listas hasta la fecha.
En febrero de 2021, Emeli Sande se separó del sello discográfico EMI y firmó un contrato con el sello independiente Chrysalis Records.El 16 de septiembre de 2021, lanzó el videoclip del sencillo «Family». El 26 de octubre de 2021, publicó el dueto con Jaykae «Look What You've Done». En enero de 2022, Sandé publicó el sencillo promocional «Brighter Days» y anunció que su cuarto álbum de estudio, Let's Say for Instance, se lanzó el 6 de mayo de 2022.
En 2023, Sandé lanzó su quinto álbum, titulado «How Were We to Know», con críticas mayoritariamente positivas.
En noviembre de 2024, Sandé lanzó «Roots» a través de su propio sello, Venus Records.

## Vida privada

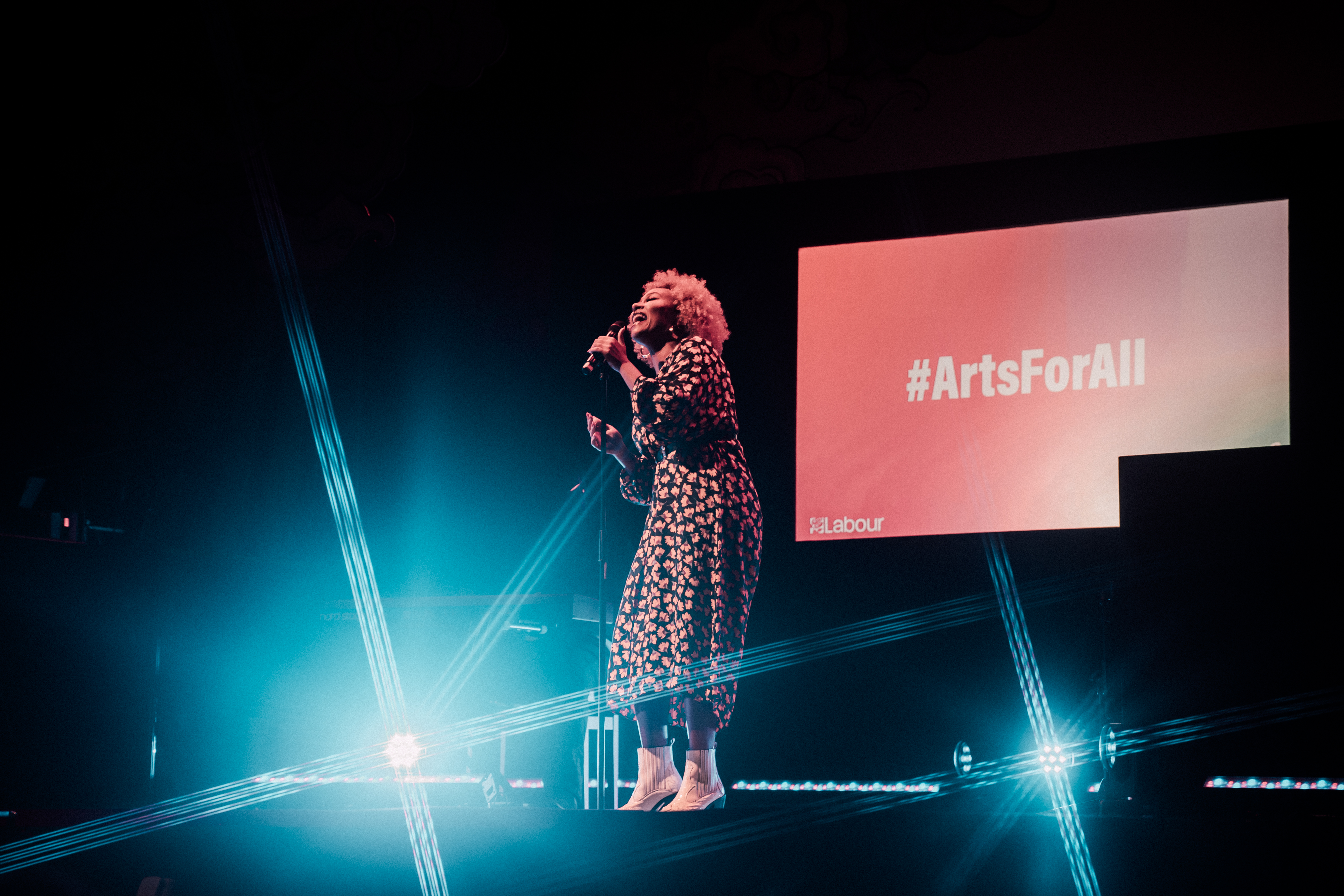
Emeli Sandé, en el lanzamiento de Labour Party Charter for the Arts en noviembre de 2019. Fotografía por Jeremy Corbyn.

En enero de 2012, Sandé confirmó que estaba prometida con su novio no identificado. Su novio pidió no ser identificado y Sandé comentó que no pertenecía a la industria de la música, sino que era un científico.
El nombre del biólogo es Adam Gouraguine, con el cual contrajo matrimonio el 15 de septiembre del 2012 en Montenegro. En noviembre de 2014, Sandé informó que se habían divorciado después de un año de matrimonio.

## Discografía
| Álbumes de estudio - Our Version of Events (2012) - Long Live the Angels (2016) - Real Life (2019) - Let's Say for Instance (2022) | Álbumes en vivo - Live at the Royal Albert Hall (2013) EP - Kingdom Coming (2017) - My Version of Events (2019) |

## Premios y nominaciones
| Año  | Premio                                        | Categoría                                                        | Resultado |
| ---- | --------------------------------------------- | ---------------------------------------------------------------- | --------- |
| 2011 | Premio MOBO                                   | Best Newcomer                                                    | Nominada  |
| 2011 | Virgin Media Music\|Premio Virgin Media Music | Best Newcomer                                                    | Nominada  |
| 2011 | Virgin Media Music\|Premio Virgin Media Music | Mejor Colaboración (Read All About It Con Professor Green)       | Nominada  |
| 2011 | Premio Urban Music                            | Mejor Femenino                                                   | Nominada  |
| 2011 | Premio Urban Music                            | Mejor Canción (Heaven)                                           | Nominada  |
| 2011 | Premio Urban Music                            | Mejor actuación R&B/ Soul                                        | Ganadora  |
| 2011 | Premio Urban Music                            | Mejor Revelación                                                 | Ganadora  |
| 2012 | Premios Brit                                  | Critic's Choice                                                  | Ganadora  |
| 2012 | Premios Brit                                  | Artista Británico Revelación                                     | Nominada  |
| 2012 | Premio O2 Silver Clef                         | Premio American Express Innovation                               | Ganadora  |
| 2012 | Premios BET                                   | Best International Act UK                                        | Nominada  |
| 2012 | Premio Scottish Fashion                       | Icono Fashion                                                    | Nominada  |
| 2012 | Premio Soul Train Music                       | Mejor Nueva Artista                                              | Nominada  |
| 2012 | Premio Soul Train Music                       | Mejor Actuación Internacional                                    | Nominada  |
| 2012 | Premio BBC Radio Teen                         | Mejor Sencillo Británico (Read All About It)                     | Nominada  |
| 2012 | Premio BBC Radio Teen                         | Mejor álbum británico (Our Version of Events)                    | Nominada  |
| 2012 | Premio BBC Radio Teen                         | Mejor Artista de Música británica                                | Nominada  |
| 2012 | Premio Q                                      | Mejor artista solista                                            | Ganadora  |
| 2012 | Premio MOBO                                   | Best UK Female                                                   | Ganadora  |
| 2012 | Premio MOBO                                   | Mejor Vídeo (My Kind of Love)                                    | Nominada  |
| 2012 | Premio MOBO                                   | Mejor actuación R&B/ Soul                                        | Ganadora  |
| 2012 | Premio MOBO                                   | Mejor Canción (Next to Me)                                       | Nominada  |
| 2012 | Premio MOBO                                   | Mejor Álbum (Our Version of Events)                              | Ganadora  |
| 2012 | Premio Harper's Bazaar Women of the Year      | Músico del Año                                                   | Ganadora  |
| 2012 | Premio Urban Music                            | Best UK Female                                                   | Nominada  |
| 2012 | Premio Urban Music                            | Mejor Vídeo (Wonder)                                             | Nominada  |
| 2012 | Premio Urban Music                            | Mejor actuación R&B/ Soul                                        | Nominada  |
| 2012 | Premio Urban Music                            | Artista del Año                                                  | Nominada  |
| 2012 | Premio Urban Music                            | Mejor Colaboración (Wonder Con Naughty Boy)                      | Nominada  |
| 2013 | Premios Brit                                  | Artista Británica Femenina Solista                               | Ganadora  |
| 2013 | Premios Brit                                  | Mejor Álbum del Año (Our Version of Events)                      | Ganadora  |
| 2013 | Premios Brit                                  | Sencillo Británico del Año (Next to Me)                          | Nominada  |
| 2013 | Premios Brit                                  | Sencillo Británico del Año (Beneath Your Beautiful Con Labrinth) | Nominada  |